# Pedro Baracutao
Ancízar García, plus connu par son pseudonyme Pedro Baracutao, né le 4 mai 1973 à Acandí, est un ancien guérillero des FARC et homme politique colombien, il est représentant depuis le 20 juillet 2022.
Membre du 34e front des FARC, il devient commandant du front et devient l'un des premiers signataires de l'accord de paix en 2016 et réintègre la vie civile.

## Biographie

### Famille et ralliement au FARC
Pedro Baracutao est né le 4 mai 1973 à Acandí. Dès l'âge de 12 ans, il devient orphelin à la suite de l'assassinat, selon ses propres mots, de sa mère par son père. 
Lors de la cinquième année de ses études, il abandonne l'école et rejoint les FARC à l'âge de 16 ans, en 1989 ou 1990,. Plus précisément, il rejoint le Bloc nord-ouest des FARC-EP (es) et le 34e front à Antioquia, crée en 1988.
Lors de la ratification de l'accord de paix en 2016, à l'issue du processus de paix entre le gouvernement colombien et les FARC-EP, il est commandant du 34e front et l'un des premiers signataires de l'accord,.
Il a été l'un des soixante premiers commandant de la guérilla des FARC à enseigner les accords de paix dans les territoires du pays et a été coordinateur des Espaces territoriaux de formation et de réinsertion à Vigía del Fuerte, à Antioquia,.

### Exactions reconnues avec les FARC
Le 34e front des FARC, dont Pedro Baracutao fut membre en tant que guérillero ou plus tardivement commandant, est responsable de l'assassinat de l'ancien ministre Gilberto Echeverri (es) et du gouverneur Guillermo Gaviria (es), à Antioquia.
En janvier 2022, lors d'une audition devant la Juridiction Spéciale pour la Paix, il reconnait son implication et responsabilité dans plusieurs actes de la guérilla des FARC. 
Il a reconnu, avec d'autres anciens membres, la responsabilité dans la prise de la ville d'Uramita en juin 1991, ils ont également enlevés plusieurs membres des forces armées. Ils ont reconnu l'embuscade menée dans le village Tacidó, proche de Mutatá en 1999.
Le groupe a reconnu leur responsabilité dans le massacre de Bojaya (es) en 2002.  Lorsque la guérilla a lancé une « bombe cylindrique » qui est tombée sur une église où se réfugiaient des civils, faisant 117 morts, dont 47 enfants.

### Parcours politique
À l'issue des accords de paix de 2016, le parti de la Force alternative révolutionnaire commune (FARC) est créé en 2017. Il devient conseiller politique du parti.  En janvier 2021, il est nommé tête de liste par le parti à Antioquia, devenu Communs depuis 2019. Il remplace Omar de Jesús Restrepo (es), candidat au Sénat.
À l'issue des élections législatives de 2022 à Antioquia, le parti des Communs obtient 6 438 voix, et en vertu des accords de paix, obtient un représentant, Pedro Baracutao.